# Editora musical

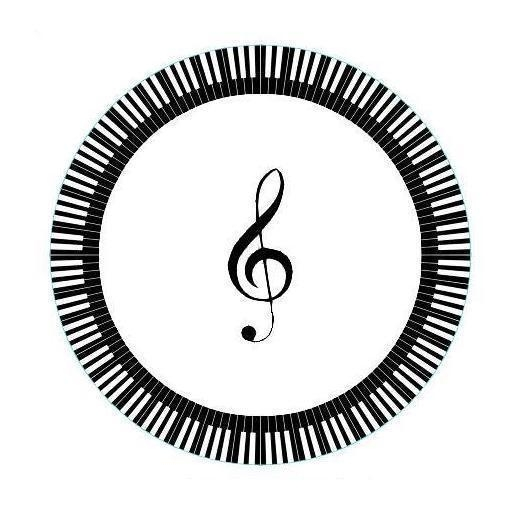
Imagen de una clave de sol con un piano al rededor

En la industria de la música, una editora musical es la empresa que se ocupa de que los compositores y autores de canciones reciban honorarios cuando sus obras son usadas comercialmente. A través de un acuerdo llamado contrato de edición, un autor o compositor "asigna" el copyright de sus obras a una compañía editora. A partir de ahí, la editora licencia dichas composiciones, ayuda a controlar dónde se usan, recauda regalías o royalties, y distribuye estas a los autores, quedándose con un porcentaje de las mismas como pago por sus servicios. El editor se ocupa también de promocionar las composiciones de los autores con los que trabaja para que sean empleadas por artistas que graban discos, o como música para películas o televisión.
Originalmente el término editora o editorial musical se refería a las compañías que publicaban partituras. A finales del siglo XIX las partituras eran el principal uso comercial de las composiciones musicales. Hoy en día, los dos negocios han divergido, llamándose editoriales musicales a las que producen partituras y editoras a las que gestionan el uso de las composiciones, aunque esta diferenciación de términos no siempre es respetada en la práctica.